# Bernard Fokke
Bernard lub Barend Fokke, czasami znany jako Barend Fockesz – urodzony we Fryzji kapitan statku Holenderskiej Kompanii Wschodnioindyjskiej. Słynął z niesamowitej szybkości swoich podróży z Holandii na Jawę (należącą wtedy do Holenderskich Indii Wschodnich). Przykładowo w 1678 roku przebył tę odległość w 3 miesiące i 4 (lub 10) dni i dostarczył miejscowemu gubernatorowi Rijckloffowi van Goensowi paczkę listów, z których można było zweryfikować czas podróży.
W późniejszych czasach wzniesiono mu pomnik na małej wyspie Kuipertje, niedaleko portu Batavia, który później został zniszczony przez Anglików w 1808 roku.
Szybkość jego podróży sprawiła, że podejrzewano go o korzystanie z pomocy Diabła i często uważa się go za wzór dla legendarnego kapitana Latającego Holendra, upiornego statku skazanego na wieczne żeglowanie po oceanach.